# Bosanski lonac

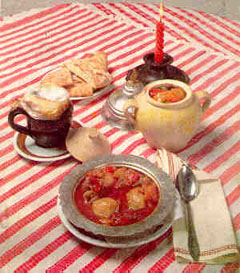
Bosanski lonac

Bosanski lonac (dosł. „bośniacki garnek”) – rodzaj gulaszu mięsno-warzywnego, tradycyjne danie z Bośni i Hercegowiny, określane jako narodowa potrawa tego kraju.

## Historia
Bośniackie określenie glineni lonac odnosi się do dość wysokiego, pękatego garnka z terakoty, o dwóch uchach i dopasowanej pokrywce, który pierwotnie służył do wolnego gotowania potraw w żarze paleniska. Garnka tego tradycyjnie używa się do przygotowania bosanskiego loncu i od niego pochodzi nazwa potrawy. 
Współczesny bosanski lonac wywodzi się ze średniowiecza, od jednogarnkowej potrawy przygotowywanej wspólnie przez bośniackich górników. Grupy górników budowały w pobliżu swojego miejsca pracy wspólne paleniska. Poszczególni członkowie grupy stawiali na palenisku oznakowane garnki z potrawą, która miała się wolno gotować, aż do powrotu ich właścicieli z pracy. Górnicy mogli korzystać też ze wspólnego większego naczynia, do którego każdy dorzucał przyniesione przez siebie składniki. 
Bosanski lonac określany jest jako narodowe danie Bośni i Hercegowiny, symbolizujące mieszankę tradycji i kultur tego kraju.

## Sposób przygotowania
Istnieje wiele wariantów tej potrawy. Przepisy na bosanski lonac różnią się w zależności od regionu, sezonowej dostępności składników czy osobistych upodobań osób przygotowujących potrawę, lecz główne składniki to na ogół pokrojone w spore kawałki mięso i warzywa.
Do typowych składników mięsnych należą: wołowina, jagnięcina i wieprzowina, a do warzywnych – kapusta, ziemniaki, groszek, czosnek, ziarna pieprzu, pomidory, marchew, pietruszka, zielona fasola. Można używać do potrawy jednocześnie jednego, dwóch lub najczęściej trzech rodzajów mięsa, a także wielu różnych warzyw i przypraw. W głębokim garnku układa się na przemian warstwy mięsa i warzyw, aż do zapełnienia garnka, a następnie zalewa się wszystko wodą i dusi na małym ogniu przez kilka godzin. Składniki są zwykle krojone na spore kawałki, a nie drobno siekane lub mielone.
Bosanski lonac można podawać bezpośrednio po ugotowaniu, lecz dobrze smakuje również po odgrzaniu. Zwykle podaje się go z naczynia, w którym się gotował, ale bywa także serwowany w mniejszych, mieszczących pojedynczą porcję, naczyniach o takim samym kształcie jak duży lonac.